# SBS 주말극장
SBS 주말 드라마는 SBS TV에서 1991년 12월 15일부터 2017년 4월 19일까지 방송했던 드라마 프로그램이었다.

## 개요
연속극 드라마 형식으로 방송했다.
《떴다! 패밀리》까지 주말 극장이라는 명칭으로 방송됐다가 《그래, 그런거야》부터 주말 드라마라는 명칭으로 방송됐다.
《우리 갑순이》를 마지막으로 SBS 주말 드라마는 26년 만에 폐지됐다.

## 방송 시간
| 방송 채널 | 방송 기간                           | 방송 시간                                | 방송 분량                                       |
| --------- | ----------------------------------- | ---------------------------------------- | ----------------------------------------------- |
| SBS TV    | 1991년 12월 14일 ~ 1992년 3월 29일  | 매주 주말 오후 7시 ~ 오후 8시            | 1시간                                           |
| SBS TV    | 1992년 4월 4일 ~ 1992년 4월 19일    | 매주 주말 오후 8시 55분 ~ 오후 9시 55분  | 1시간                                           |
| SBS TV    | 1992년 4월 25일 ~ 1994년 10월 16일  | 매주 주말 오후 8시 50분 ~ 오후 9시 50분  | 1시간                                           |
| SBS TV    | 1994년 10월 22일 ~ 1994년 12월 31일 | 매주 주말 오후 8시 50분 ~ 오후 10시 50분 | 2시간 (회당 1시간 2회 연속 방송·편성)           |
| SBS TV    | 1995년 1월 1일 ~ 2002년 2월 24일    | 매주 주말 오후 8시 50분 ~ 오후 9시 50분  | 1시간                                           |
| SBS TV    | 2002년 3월 2일 ~ 2004년 9월 5일     | 매주 주말 오후 8시 45분 ~ 오후 9시 45분  | 1시간                                           |
| SBS TV    | 2004년 9월 11일 ~ 2014년 3월 16일   | 매주 주말 오후 8시 45분 ~ 오후 9시 55분  | 1시간 10분                                      |
| SBS TV    | 2015년 2월 14일 ~ 2016년 10월 30일  | 매주 주말 오후 8시 45분 ~ 오후 9시 55분  | 1시간 10분                                      |
| SBS TV    | 2016년 11월 5일 ~ 2017년 4월 9일    | 매주 주말 오후 8시 45분 ~ 오후 11시 5분  | 2시간 20분 (회당 1시간 10분 2회 연속 방송·편성) |

## 프로그램 리스트
- 아래 드라마 프로그램들은 2003년 이전에 제작·방송했으며 부득이하게 일부 장면에서 흡연 장면·담배 소품이 노출될 수 있으며 시청자 여러분들의 양해를 바랍니다.
- 아래 드라마 프로그램들은 2002년 11월 이후 시청 가능 연령을 표시하는 드라마 프로그램 등급 제도를 의무적으로 시행하여 현재까지 이어지고 있습니다.
- 2017년 3월 1일부터 TV 프로그램 등급 표시 외에 주제, 폭력성, 선정성, 언어, 모방 위험 등 분류 사유 표시를 의무적으로 시행하고 있습니다.

### 1990년대
- 《은하수를 아시나요》 : 1991년 12월 14일 ~ 1992년 4월 26일
- 《두려움 없는 사랑》 : 1992년 5월 2일 ~ 1992년 10월 25일
- 《모래위의 욕망》 : 1992년 10월 31일 ~ 1993년 4월 18일
- 《산다는 것은》 : 1993년 4월 24일 ~ 1993년 10월 17일
- 《일과 사랑》 : 1993년 10월 23일 ~ 1994년 4월 3일
- 《사랑의 향기》 : 1994년 4월 9일 ~ 1994년 10월 2일
- 《이 여자가 사는 법》 : 1994년 10월 8일 ~ 1995년 5월 13일
- 《옥이 이모》[1][2] : 1995년 5월 14일 ~ 1995년 12월 31일
- 《부자유친》 : 1996년 1월 6일 ~ 1996년 7월 14일
- 《행복의 시작》 : 1996년 7월 20일 ~ 1996년 12월 29일
- 《꿈의 궁전》 : 1997년 1월 4일 ~ 1997년 6월 29일
- 《이웃집 여자》 : 1997년 7월 5일 ~ 1997년 11월 9일
- 《아름다운 죄》 : 1997년 11월 22일 ~ 1998년 3월 1일
- 《사랑해 사랑해》 : 1998년 3월 7일 ~ 1998년 8월 2일
- 《로맨스》 : 1998년 8월 8일 ~ 1998년 10월 25일
- 《흐린 날에 쓴 편지》 : 1998년 10월 31일 ~ 1999년 2월 7일
- 《젊은 태양》 : 1999년 2월 13일 ~ 1999년 4월 18일
- 《파도》 : 1999년 4월 24일 ~ 1999년 12월 26일

### 2000년대
- 《왕룽의 대지》 : 2000년 1월 1일 ~ 2000년 4월 16일
- 《덕이》 : 2000년 4월 22일 ~ 2000년 12월 31일 (창사 10주년 특별 기획 드라마로 방송)
- 《그래도 사랑해》 : 2001년 1월 6일 ~ 2001년 7월 15일
- 《아버지와 아들》 : 2001년 7월 21일 ~ 2001년 10월 28일
- 《화려한 시절》 : 2001년 11월 3일 ~ 2002년 4월 21일
- 《그 여자 사람잡네》 : 2002년 4월 27일 ~ 2002년 10월 27일
- 《흐르는 강물처럼》 : 2002년 11월 2일 ~ 2003년 4월 20일
- 《백수탈출》 : 2003년 4월 26일 ~ 2003년 8월 24일
- 《태양의 남쪽》 : 2003년 8월 30일 ~ 2003년 10월 19일
- 《애정만세》 : 2003년 10월 25일 ~ 2004년 4월 18일
- 《작은 아씨들》 : 2004년 4월 24일 ~ 2004년 11월 21일
- 《토지》 : 2004년 11월 27일 ~ 2005년 5월 22일 (광복 60년 대하 드라마로 방송)
- 《그 여름의 태풍》 : 2005년 5월 28일 ~ 2005년 9월 4일
- 《하늘이시여》 : 2005년 9월 10일 ~ 2006년 7월 2일
- 《연개소문》 : 2006년 7월 8일 ~ 2007년 6월 17일 (대하 사극으로 방송)
- 《황금신부》 : 2007년 6월 23일 ~ 2008년 2월 3일
- 《행복합니다》 : 2008년 2월 8일 ~ 2008년 8월 31일
- 《유리의 성》 : 2008년 9월 6일 ~ 2009년 3월 1일
- 《사랑은 아무나 하나》 : 2009년 3월 7일 ~ 2009년 8월 23일
- 《천만번 사랑해》 : 2009년 8월 29일 ~ 2010년 3월 7일

### 2010년대
- 《이웃집 웬수》 : 2010년 3월 13일 ~ 2010년 10월 31일
- 《웃어요, 엄마》 : 2010년 11월 6일 ~ 2011년 4월 24일
- 《내사랑 내곁에》 : 2011년 5월 7일 ~ 2011년 10월 23일
- 《내일이 오면》 : 2011년 10월 29일 ~ 2012년 4월 22일
- 《맛있는 인생》 : 2012년 4월 28일 ~ 2012년 9월 23일
- 《내 사랑 나비부인》 : 2012년 10월 6일 ~ 2013년 4월 7일
- 《원더풀 마마》 : 2013년 4월 13일 ~ 2013년 9월 22일
- 《열애》 : 2013년 9월 28일 ~ 2014년 3월 23일
- 《기분 좋은 날》 : 2014년 4월 26일 ~ 2014년 10월 5일
- 《모던파머》 : 2014년 10월 18일 ~ 2014년 12월 27일 (주말 미니 시리즈로 방송)
- 《떴다! 패밀리》 : 2015년 1월 3일 ~ 2015년 3월 15일 (해당 프로그램까지 주말 극장으로 방송)
- 《그래, 그런거야》 : 2016년 2월 13일 ~ 2016년 8월 21일 (해당 프로그램부터 주말 드라마로 방송)
- 《우리 갑순이》 : 2016년 8월 27일 ~ 2017년 4월 8일 (해당 프로그램을 마지막으로 SBS 주말 드라마 폐지)

## 경쟁 프로그램
- KBS 1TV 주말 특별 기획 드라마
- KBS 2TV 주말 드라마
- MBC 주말 드라마
- MBC 주말 특별 기획 드라마
- SBS 주말 특별 기획 드라마
- JTBC 주말 드라마
- JTBC 주말 특별 기획 드라마